# وادي الدبس
وادي الدبس  قرية سوريّة تتبع إداريّاً لمحافظة حلب منطقة جبل سمعان ناحية تل الضمان، بلغ تعداد سكانها 25 نسمة حسب التعداد السكاني لعام 2004.